# Ballenyho ostrovy
Ballenyho ostrovy (anglicky Balleny Islands) je zaledněné neobydlené Antarktické souostroví v Jižním oceánu ležící na jižním polárním kruhu. Pojmenovány jsou po Johnu Ballenym, kapitánovi velrybářské lodi, který vedl v letech 1838–1839 komerčně neúspěšnou expedici do Antarktidy.

## Situace
Souostroví je tvořeno třemi většími ostrovy a řadou ostrůvků a skalisek o celkové rozloze téměř 800 km². Jsou situovány v 160 km dlouhé řadě orientované od severozápadu na jihovýchod. Nacházejí se mezi 66° 24' a 67° 25' jižní zeměpisné šířky a mezi 162° 25' a 164° 45' východní zeměpisné délky. Leží v Rossově dependenci, v území na které si činí nárok Nový Zéland (Viz Antarktický smluvní systém). Od pobřeží Antarktidy je jeho nejjižnější část vzdálena asi 100 km.
Skalnatý povrch ostrovů je z převážné části pokrýt ledovcem. Nejvyšším bodem souostroví je vrchol Brown Peak s nadmořskou výškou 1524 m nacházející se v severní části ostrova Sturge. Teplé mořské proudy způsobují, že moře v okolí ostrovů obvykle celoročně nezamrzá.
Tři větší ostrovy jsou:
- Young Island o rozloze 225 km² s vrcholem 1340 m n. m
- Buckle Island o rozloze 124 km² s vrcholem 1238 m n. m
- Sturge Island o rozloze 437 km² s vrcholem 1524 m n. m

Zmínku si ještě zaslouží ostrůvky Borradaile Island (3,5 km²), Row Island (1,7 km²) a Sabrina Island (0,2 km²).

## Historie
V letech 1838 – 1839 vypravila londýnská velrybářská společnost Samuel Enderby & Sons velrybářské lodě Elisa Scott a Sabrina k Antarktidě, aby zde hledaly nová loviště. Na palubě škuneru Eliza Scott byl kapitánem John Balleny, šalupě Sabrina velel Thomas Freeman. 9. února 1839 objevili Ballenyho ostrovy. Po dvou dnech se několika mužům ze Sabriny včetně Freemana na nich podařilo krátce přistát - - stali se tak prvními lidmi, kteří vstoupili na pevnou zem za jižním polárním kruhem. Dne 2. března roku 1839 zahlédli z lodi i vlastní Antarktidu, konkrétně pobřeží Sabriny. Na zpáteční cestě je 24. března zastihla prudká bouře, ze které se loď Sabrina nedostala. Jen Elisa Scott tak doplula zpět do Londýna.
V roce 1998 došlo poblíž ostrova k nejsilnějšímu zaznamenanému zemětřesení v oblasti Antarktidy o síle 8,1.

## Vznik ostrovů
Ostrovy vznikly následkem deskové tektoniky při posunu Australské a Pacifické desky, jsou součásti podmořského řetězce hor sopečného původu vystupujících z tzv. Tasmánské plošiny která se nachází v hloubce 2,5 až 3 km. Ostrovy se nacházejí v místě tzv. horké skvrny „Balleny hotspot“, což je jedno z mnoha míst se zvýšeným tokem geotermální energie v zemské kůře. V současnosti se v blízkosti ostrovů silná zemětřesení nevyskytují.

## Přítomnost
Ostrovy jsou lidmi jen minimálně navštěvovány, není tam přistávací plocha pro letadla ani bezpečné přístaviště pro lodě. Byly i s okolím prohlášeny za chráněné území a byl zakázán rybolov do vzdálenosti 10 mil, vstup na ně je možný jen s povolením Nového Zélandu. Ostrovy i okolní vody nejsou dosud plně prozkoumány, teprve roku 2006 se začalo s mořským výzkumem.

## Fauna
Na ostrovech bývají kolonie tučňáků královských a tučňáků uzdičkových. Tuleni se na ostrovech nerozmnožují, na pobřeží však tuleni Weddellovi a tuleni krabožraví vylézají k odpočinku, stejně jako občas i rypouši sloní. V okolních vodách bývají vidět tuleni leopardí při lovu tučňáků a různé velryby.
Na skalách hnízdí množství mořských ptáků, jsou to hlavně: buřňák antarktický, buřňák černobílý, buřňák holubí, buřňák jižní, buřňák obrovský, buřňák sněžní, buřňák temný, buřňák tenkozobý, buřňáček Wilsonův, rybák dlouhoocasý, hodně druhů chaluh a mnoho dalších.
Okolní moře je jedním z nejvíce biologicky produktivních regionů Jižního oceánu, žije v něm spousta krilu a ostatních živočichů kteří lákají větší a větší predátory. Přispívají k tomu i teplé mořské proudy které celoročně zajišťují vodní hladinu nespoutanou ledem.